# Brisa de esperanza
Brisa de esperanza es el primer álbum de Nuria Fergó. Se publicó el 15 de abril de 2002.  El disco está producido por Óscar Gómez, Paco Ortega y Teo Cardalda. Con él consiguió un triple disco de platino al vender más de 360.000 copias.

## Listado de canciones
1. Brisa de esperanza - 3:40
2. En La Habana - 3:50
3. Como si nada - 3:30
4. Tu cuerpo - 1:37
5. Sevilla (a dúo con Arturo Pareja Obregón) - 3:51
6. Tu rincón - 3:21
7. Que no se te olvide - 4:33
8. Cuando ya no me quieras - 2:54
9. Amanecer - 4:30
10. Nada soy sin ti - 4:10

## Sencillos
1. Brisa de esperanza (Videoclip)
2. Brisa de esperanza (Latin Mix)
3. Tu cuerpo
4. En La Habana

## Posicionamiento

### Semanales
| País   | Ranking        | Primera semana | Posición de ingreso | Mejor posición | Semanas en la mejor posición | Semanas en el ranking | Última semana |
| ------ | -------------- | -------------- | ------------------- | -------------- | ---------------------------- | --------------------- | ------------- |
| Europa |                |                |                     |                |                              |                       |               |
| España | Top 50 álbumes | -              | 1                   | 1              | 1                            | 19                    | -             |

### Anuales
2002
| País   | Ranking       | Posición |
| ------ | ------------- | -------- |
| Europa |               |          |
| España | Top 50 Albums | 14       |

### Copias y certificaciones
| País   | Proveedor  | Año  | Certificación | Ventas certificadas |
| Europa |            |      |               |                     |
| España | Promusicae | 2002 | 3x Platino    | 300 000             |